# Gary Kirsten
Pour les articles homonymes, voir Kirsten.
Gary Kirsten est un joueur international puis entraîneur de cricket sud-africain né le 23 novembre 1967 au Cap. Ce batteur débute avec l'Afrique du Sud en One-day International (ODI) puis en Test cricket en 1993, à l'âge de 26 ans.
Kirsten dispute un total de 101 test-matchs et 185 ODI avec la sélection. Il prend sa retraite international en 2004. Il est alors le joueur sud-africain ayant disputé le plus de tests-matchs et celui qui a marqué le plus de courses dans les deux formes de jeux précédemment citées. Ces trois records ont été battus par Jacques Kallis.
En décembre 2007, il devient l'entraîneur de l'équipe d'Inde. Il occupe ce poste jusqu'à l'issue de la Coupe du monde 2011, remportée par la sélection dont il a la charge.

## Équipes
- Province de l'Ouest (1988-89 - 2003-04)

## Récompenses individuelles
- Un des cinq Wisden Cricketers of the Year de l'année 2004